# Колегіум нобіліум
Шляхетська колегія (лат. Collegium Nobilium) — у 1740—1832 роках лицарська академія в Речі Посполитій, Варшавському герцогстві й Царстві Польському. Заснована у Варшаві Станіславом Конарським. Сучасна назва історичної будівлі на варшавській вулиці Мьодовій № 22/24, де ця академія розміщувалася. Зараз в будівлі розташовується Театральна академія імені Александра Зельверовича і комплекс державної музичної школи № 1.

## Історія

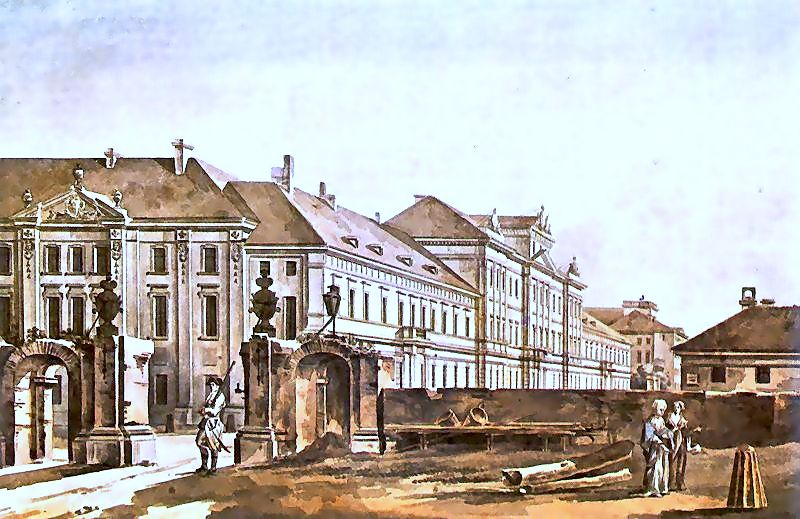
Старовинний вигляд споруди «Колегіума нобіліума» (акварель, 1788 р., робота Зигмунта Фогеля)

Зазначений Колегіум заснований у Варшаві піарами в 1740 році спочатку як «Колеґіум Новум» лат. Collegium Novum. Його тип — «конвікт». Але назву було змінено восени 1741 року на «Колегіум нобіліум». Цей навчальний заклад розташовувався на варшавській вулиці «Длуга». А потім переведений на вулицю «Мьодову». Станіслав Конарський підібрав добре освічених вчителів для викладання історії, права (дворічний клас навчання з уперше включеним польським й міжнародним правом), економіки, література (сучасних письменників) та інших наук.
Навчальний заклад був елітним, де навчалися сини шляхтичів як й інші дворянські навчальні заклади тодішньої Європи, де учням прищеплювали добрі манери поведінки, навчали правилам спілкування та фехтування. Це була перша в історії Польщі освітня будівля, що мала всі необхідні приміщення для гігієни. Колегіум належав чернечому католицькому орденові Піарів, мав статус приватного закладу, а отримував кошти на утримання з державної скарбниці.
Мета цієї установи було виховувати нове покоління громадян своєї держави, еліти Речі Посполитої. Випускники цього навчального закладу причетні до відомих реформ і державних перетворень, історичного Чотирирічного Сейму та Конституції 3 травня 1791 р..
Колегіум мав п'ять класів. Навчання тривало вісім років (класи II, IV і V були по два роки).
Вишкіл мав новаторську педагогічну методику, концентрував увагу на галузі природничих наук, математики, філософії (з веденням дискусії в стилі «цицеронської» риторики). А також, сучасні мови з меншим натиском на латинську та грецьку мови. Але основною мовою навчання була латина. На основі методики цього закладу пізніше була основана реформа у 1773—1794 роках, впроваджена «Комісією Народної Освіти» (пол. Komisja nad Edukacją Młodzi Szlacheckiej Dozór Mająca, пол. Komisja Edukacji Narodowej від лат. educatio — «виховання»).
Даний навчальний заклад проіснував до 1832 року — після польського повстання 1830—1831 рр. був ліквідований владою Російської імперії. Був одним з попередників Варшавського університету.

## Філії
Засноване театинцями:
- Варшава (лат. Collegium Varsoviense) в 1737 році

Засноване піарами:
- Варшава, Станіславом Конарським у 1740 році
- Вільно
- у Львові, Самуель Ґловінський в 1758 році

Засноване єзуїтами
- у Львові, Юзеф Гловер в 1749 році
- Вільно
- Варшава
- Познань
- Острог
- Люблін

## Відомі вчителі
- Адам Нарушевич
- Теодор Островський (1750—1802)
- Іґнацій Заборовський (1754—1803)
- Едмунд Андрашек (1784—1837)
- Антоні Якуб Вишневський (1718—1774)
- Францишек Сярчинський (1758—1829)
- Стефан Люскіна (1725—1793)
- Міхал Димітр Краєвський (1746—1817)
- Онуфрій Копчинський (1735—1817)

та ін.

## Відомі студенти
(лат. Notable alumni)
- Тадеуш Рейтан
- Юзеф Анквич
- Іґнацій Роман Потоцький
- Станіслав Костка Потоцький
- Томаш Каєтан Венгерський
- Людвік Шимон Гутаковський (1738—1811)
- Тадеуш Антоній Мостовський (1746—1842)
- Станіслав Мицельський (1743—1818)
- Зенон Казімеж Вислоух (1727—1805)

та ін.